# Her Personal Pain
Her Personal Pain var en dansk Pop/Rock-gruppe, der var aktiv i årene 1989 til 1993.
Gruppen bestod af sangeren Dicte Vestergaard Madsen, Palle Schultz på guitar, Allan "Joy" Hansen på bas og Heine Lennart Christensen på trommer.
De udgav i 1991 CD'en "Songs from Cinema Cafe" på Pladecompagniet, produceret af Flemming Rasmussen og gruppen.
CD'en indeholdt sangene:
Touch, Days in December, Cinema Cafe, Party, The Goddess, Love is Clean, Little Girl, ...& one for the Band, You Turn Me On, This Red Feeling.
De indspillede Rolling Stones' "You Can't Always Get What You Want" på Amnesty's CD "Rock, Love and Understanding".
| Musikgruppe | Spire Denne artikel om en dansk musikgruppe er en spire som bør udbygges. Du er velkommen til at hjælpe Wikipedia ved at udvide den. |